# Carbossiterapia
Per carbossiterapia s'intende l'utilizzo dell'anidride carbonica per scopi cosmetici. La carbossiterapia afferma di potere eliminare le cellule di grasso e di potere stimolare il flusso sanguigno implementando l'elasticità della pelle e riducendo la cellulite, sebbene non esistano test clinici che ne comprovino l'efficacia e non sia approvata da enti governativi come la FDA statunitense.

## Storia
La carbossiterapia nasce in Francia come tecnica di terapia nell'ambito della medicina termale. È infatti dal 1932 che viene praticata presso le terme di Royat a Clermont-Ferrand (Francia. Il termine carbossiterapia è stato introdotto da Parassoni L., nel 1995, in occasione del XVI congresso nazionale di medicina estetica della Società Italiana di Medicina Estetica (SIME).

## Supposto utilizzo
La carbossiterapia è usata per:
- riabilitare la microcircolazione in situazioni cliniche di insufficienza venosa cronica, linfedemi, ulcere arteriose (diabete mellito, m. di Buerger), ulcere venose, cellulite;
- realizzare effetti lipolitici in situazioni cliniche di eccessi adiposi (adiposità localizzata);
- trattare la psoriasi quando è caratterizzata a livello ipodermico da microangiopatia;
- trattare la disfunzione erettile;
- migliorare le capacità cognitive;
- trattare le reumoartropatie.
- trattare le ulcere venose, arteriose;
- trattare l'invecchiamento cutaneo.

Le iniezioni vengono effettuate a livello sottocutaneo. I trattamenti prevedono delle iniezioni per via sistemica (iniezioni a livello sottotrocanterico) e iniezioni per via distrettuale (viso, collo, radice arti, addome, in prossimità di ulcere arteriose o venose, in prossimità di lesioni psoriasiche,...).

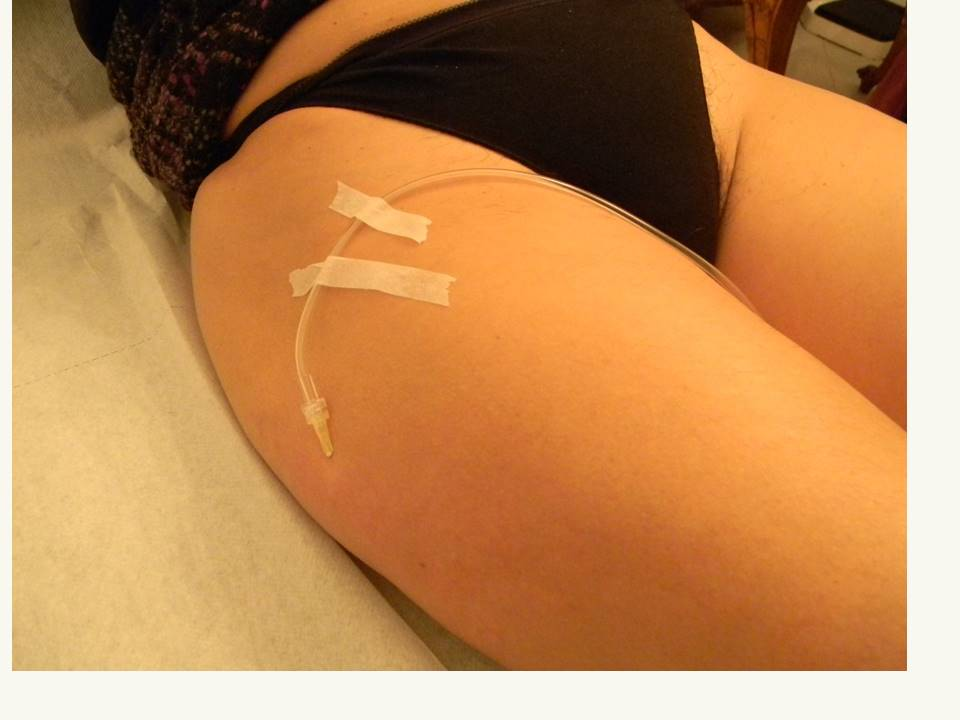
Carbossiterapia: iniezione sottocutanea regione sottotrocanterica

La carbossiterapia ha come target tutte quelle patologie croniche che sono caratterizzate da una sofferenza della microcircolazione (microangiopatia) o che traggono benefici da una migliore ossigenazione dei tessuti. Gli effetti dell'anidride carbonica somministrata per via sottocutanea o per via transcutanea sarebbero da relazionare a svariati meccanismi molecolari:
1. Aumento della sfigmicità arteriolare e metarteriolare e rilassamento degli sfinteri precapillari;
2. Amplificazione degli effetti Bohr e Haldane;
3. Stimolazione di pressocettori sottocutanei (corpuscoli del Golgi e del Pacini) che favoriscono la liberazione distrettuale di catecolamine;
4. Stimolazione di una reazione fibrotica (collagene di tipo I).

Dei meccanismi molecolari determinati dalla carbossiterapia quello meno nobile è quello che si realizza iniettando a livello sottocutaneo anidride carbonica a flusso elevato per scollare i tessuti e stimolare, così una reazione fibrotica riparativa. Purtuttavia, a volte anche tale meccanismo d'azione può tornare utile per migliorare le lassità delle radici degli arti superiori (ali di pipistrello), le lassità dell'addome.
Lo scopo principale della carbossiterapia è quello di riabilitare la microcircolazione.
Secondo i sostenitori della pratica, il gas somministrato per via sottocutanea a livello sottotrocanterico agisce a livello sistemico: la CO2 diffonde in tutto l'organismo. 
Gli effetti della carbossiterapia sulla microcircolazione consisterebbero in un aumento della entità e della velocità del flusso ematico periferico. 
L'anidride carbonica che viene somministrata viene rimossa con i meccanismi fisioligici con cui l'organismo rimuove l'anidride carbonica prodotta dal metabolismo cellulare: il 7% viaggia nel plasma in forma gassosa, il 73% come ione bicarbonato, il 20% legata all'emoglobina e ad altre proteine plasmatiche. 
L'anidride carbonica passa nei capillari in forma gassosa dove viene prontamente legata all'acqua a formare acido carbonico (H2CO3): un acido debole che dissocia in idrogenioni (H+) e anioni bicarbonato (HCO3-). Gli anioni bicarbonato vengono eliminati per via renale. 
La formazione dell'acido carbonico avviene a livello del plasma (reazione lenta: non catalizzata) e a livello di eritrociti (reazione veloce:catalizzata dall'enzima anidrasi carbonica). 
La carbossiterapia si effettua utilizzando apparecchiature che permettono di stabilire il flusso minuto, i tempi di applicazione, le quantità totali di anidride carbonica da somministrare secondo i vari protocolli utili per le diverse patologie. 
È una terapia priva di tossicità. Tra gli eventi avversi sono da menzionare: una fugace dolenzia nella sede dell'insufflazione, un enfisema sottocutaneo temporaneo (si risolve una volta terminata l'insufflazione del gas), qualche ecchimosi, una sensazione di arto pesante (può durare qualche ora) (rara), una sensazione di crepitisio sottocutaneo (si può avvertire a tratti durante l'arco della terapia).

## Controindicazioni
La carbossiterapia è controindicata nei casi di:
- Insufficienza respiratoria grave
- Insufficienza renale grave
- Insufficienza cardiaca grave
- Insufficienza epatica grave
- Terapia con acetazolamide, diclofenamide o altri inibitori dell'anidrasi carbonica
- Anemia grave
- Tachiaritmie cardiache
- Gangrena gassosa
- Gravidanza

Il diabete mellito non è una controindicazione. Per i diabetici è necessaria una valutazione ematochimica preliminare (dosaggio acido lattico plasmatico nei pazienti in terapia con ipoglicemizzanti orali, ricerca di corpi chetonici nelle urine nei soggetti in terapia con insulina,...) perché potrebbero essere interessati da un'acidosi metabolica. Nel caso fosse presente un'acidosi metabolica è necessario, prima trattare tale scompenso metabolico e poi effettuare la carbossiterapia. Il diabetico può beneficiare in modo straordinario di un tale tipo di terapia medica specie se affetto da vasculopatie arteriose periferiche (Varlaro V,, 2012, 2017).

## Campi di applicazione
Nel tempo si sono ampliati i campi in cui la carbossiterapia viene applicata: 
- Adiposità localizzata[4]
- Cellulite
- Psoriasi
- Striae Distensae
- Invecchiamento cutaneo
- Insufficienza venosa cronica
- Linfedema[5]
- Acrocianosi[6]
- Fenomeno di Raynaud
- Ulcere arteriose e venose[7]
- Disfunzione erettile
- Deficit cognitivi
- Reumoartropatie
- Alopecia